# Koryta (województwo wielkopolskie)
Koryta – wieś w Polsce położona w województwie wielkopolskim, w powiecie ostrowskim, w gminie Raszków, na skraju powiatu, nad Lutynią, przy drodze powiatowej Raszków-Dobrzyca, 17 km na północny zachód od Ostrowa (dojazd autobusami ostrowskiej komunikacji miejskiej).
W miejscowości jest gimnazjum oraz szkoła podstawowa.

## Historia
Znane w 1337 roku jako Koritha. Przed 1945 rokiem miejscowość położona była w powiecie krotoszyńskim, w latach 1975-1998 w województwie kaliskim, w latach 1945–1975 i od 1999 w powiecie ostrowskim.

## Zabytki
- kościół św. Mikołaja i Matki Boskiej Szkaplerznej, z nawą z około połowy XIX wieku i prezbiterium z 1800 roku,
  - 2 kaplice boczne,
  - sklepienie kościoła z polichromią z 1953 roku autorstwa Wacława Piotrowskiego,
  - ołtarz z I połowy XVIII wieku,
    - obraz Adoracja Madonny z około 1630 roku,

  - ołtarz boczny z I połowy XVIII wieku, barokowy,
  - ołtarz boczny z 1776 roku, rokokowy,
- szkoła z końca XIX wieku.

## Przyroda
- Obszar Chronionego Krajobrazu Dąbrowy Krotoszyńskie i Baszków Rochy,
- Las Korytnicki,
- dworski park krajobrazowy,
- pomnikowa lipa.